# Montes Apenninus
Montes Apenninus är en bergskedja på norra delen av den sida av månen som är vänd mot jorden. Den har fått sitt namn av Jan Hevelius efter Apenninerna i Europa på jorden.
Montes Apenninus sträcker sig omkring 600 km från kratern Erathostenes i sydväst i nordostlig riktning med Mare Imbrium, bergsmassivet Montes Archimedes och det lilla månhavet Palus Putredinis längs dess nordvästra sida och Mare Vaporum åt sydost. I bergskedjan ligger (räknat från sydväst mot nordost) berg som Mons Wolff, Mons Ampère, Mons Huygens, Mons Bradley, Mons Hadley Delta och Mons Hadley. Kratern Bela ligger ungefär mitt emellan Mons Bradley och Mons Hadley Delta. En bra bit nordväst om Mons Bradley går den 130 km långa ravinen Rima Bradley.
Norr om Montes Apenninus finns ett 50 kilometer brett lågland som förbinder månhaven Mare Imbrium i väster med Mare Serenitatis i öster. Norr om detta lågland kan Montes Apenninus sägas få en direkt fortsättning i bergskedjan Montes Caucasus.
Bergen i Montes Apenninus når höjder på över 5 000 meter. Bergssidorna är ofta ganska branta på den nordvästra sidan, men flackare på den sydöstra.

## Månlandning
Apollo 15 landade vid Mons Hadley Deltas norra fot.